# Sanitarium
Sanitarium je počítačová hra, žánrově point-and-click adventura od společnosti Dream Forge Entertainment z roku 1998.

## Příběh
Jedná se o psychologickou zápletku, ve které vystupuje muž, kterého postihla amnézie. Muž se snaží přijít na skutečnosti, které by mu mohly osvětlit události předcházejících dní včetně jeho probuzení v ústavu pro choromyslné (zde se charakteru ujímá hráč). Muž hledá svou vlastní identitu skrze různé adventurní sekce hry, které jsou prokládány bizarní výtvarnou kompozicí. Příběh je formován probleskováním scén ze zotavující paměti hlavního charakteru; např. zjevováním duchů v určitých sekcích hry jako reakce na postup hráče nevšedním psycho světem, tudíž i jako konfrontace mužovy minulosti, která je zase nezbytná k sestavení všech získaných útržků v jednolitý celek příběhu. Melancholická až zádumčivá nálada i pojetí hry je v pozadí doprovázeno chmurnou hudbou. Hra obsahuje silnější jazyk a prvky animovaného násilí a oficiálně není, v některých státech, doporučována dětem a mladistvým.